# Islas de Scott Hansen
Las islas de Scott Hansen (en ruso: Острова Скотт-Гансена, Ostrova Skott-Gansena) es un grupo de tres pequeñas islas cubiertas con vegetación de tundra. Está en el mar de Kara, alrededor de 20 km desde la punta de la península de Mijailov en la costa de Siberia (Rusia). 
La isla más al oeste es más grande que las otras dos, pero incluso así solo tiene 3 km de largo. Las islas individuales no tienen nombres individuales en los mapas comunes y están nombradas así como un grupo. El mar que rodea estas islas está cubierto de hielo con algunas polinias en el invierno y hay muchos hielos a la deriva incluso en el verano.
El grupo de Scott-Hansen pertenece a la división administrativa Krai de Krasnoyarsk de Rusia. Forma parte de la Reserva natural del Gran Ártico, la reserva natural más grande de Rusia.
Este archipiélago recibe su nombre de Sigurd Scott Hansen, un teniente de navío noruego que estaba a cargo de las observaciones meteorológicas y astronómicas durante la expedición polar de 1893 de Fridtjof Nansen en el Fram. En muchos mapas estas islas aparecen con el nombre de islas Scott-Gansen; esta versión del nombre se encuentra inspirado por la forma de escribirlo en ruso.